# Dipturus canutus
Dipturus canutus  (лат.) — вид хрящевых рыб семейства ромбовых скатов отряда скатообразных. Обитают в умеренных водах восточной части Индийского океана и юго-западной части Тихого океана. Встречаются на глубине до 1050 м. Их крупные, уплощённые грудные плавники образуют диск в виде ромба со удлинённым и заострённым рылом. Максимальная зарегистрированная длина 90,4 см. Откладывают яйца. Не являются объектом целевого промысла.

## Таксономия
Впервые вид был научно описан в 2008 году как Raja laevis. Видовой эпитет происходит от слова лат. canus — «серый». Голотип представляет собой взрослого самца длиной 77,5 см, пойманного в водах Тасмании (42°40′ ю. ш. 148°25′ в. д.) на глубине 408—460 м. Паратипы: самки длиной 63,6—90,4 см и неполовозрелые самцы длиной 24—47,9 см, пойманные там же на глубине 450—623 м; молодой самец длиной 65,2 см, пойманный там же на глубине 920—927 м; неполовозрелые самцы длиной 13,4—36,7 см, пойманные у берегов Нового Южного Уэльса на глубине 450—576 м; взрослые самцы длиной 63,9—69,7 см и самка длиной 58,4 см, пойманные у побережья Южной Австралии на глубине 155—460 м; молодой самец длиной 64,9 см и непоовозрелый самец длиной 31,2 см, пойманный в водах Виктории на глубине 397—428 м.

## Ареал
Эти бентопелагические скаты являются эндемиками вод Австралии (Виктория, Южная Австралия, Тасмания, Новый Южный Уэльс, Западная Австралия). Встречаются на глубине от 155 до 1050 м, наиболее распространены в диапазоне глубин 330—730 м и редко попадаются до 330 и глубже 730 м.

## Описание
Широкие и плоские грудные плавники этих скатов образуют ромбический диск с округлым рылом и закруглёнными краями. На вентральной стороне диска расположены 5 жаберных щелей, ноздри и рот. На длинном хвосте имеются латеральные складки. У этих скатов 2 редуцированных спинных плавника и редуцированный хвостовой плавник.
Ширина диска в 1,2—1,3 раза больше длины и равна 67—75 % длины тела. Удлинённое и заострённое рыло образует угол 82—96°. Длина короткого хвоста составляет 0,8—0,9 расстояния от кончика рыла до клоаки. Хвост не широкий. Его ширина в средней части равна 1,6—2,0 его высоты и 1,3—1,9 у основания первого спинного плавника. Расстояние от кончика рыла до верхней челюсти составляет 16—19 % длины тела и в 1,7—2,0 раза превосходит дистанцию между ноздрями. Длина головы по вентральной стороне равна 30—33 % длины тела. Длина рыла в 3,1—3,8 превосходит, а диаметр глаза равен 63—94 % межглазничного пространства. Высота первого спинного плавника в 1,2—1,6 раза больше длины его основания. Расстояние между началом основания первого спинного плавника и кончиком хвоста в 2,7—3,9 раза превосходит длину его основания и в 3,0—3,7 длину хвостового плавника. Брюшные плавники среднего размера. Длина задней лопасти у взрослых самцов достигает 17—19 % длины тела, а длина передней лопасти составляет 67—86 % длины задней. Длина птеригоподиев равна 22—25 % длины тела. Передний край диска вне зависимости от пола голый. В затылочной области имеются 1—5 шипа, маларные колючки хорошо развиты, у самцов хвост покрыт 3 рядами колючек. У самок имеются дополнительные латеральные ряды колючек. Грудные плавники образованы 81—88 лучами. Количество позвонков 130—139. На верхней челюсти имеются 33—41 зубных рядов. Дорсальная поверхность диска серо-коричневого или серого цвета. Вентральная поверхность покрыта бело-серым узором. На рыле, брюхе, вокруг клоаки и вдоль внешнего края брюшных плавников имеются тёмные отметины. Чувствительные поры, расположенные на вентральной стороне диска, неразличимы. Максимальная зарегистрированная длина 90,4 см.

## Биология
Подобно прочим ромбовым эти скаты откладывают яйца, заключённые в жёсткую роговую капсулу с выступами на концах. Длина капсулы 9,3—10,7 см, а ширина 5,1—5,7 см. Эмбрионы питаются исключительно желтком. Самцы и самки достигают половой зрелости при длине 71 см и 84 см. Продолжительность поколения оценивается в 12 лет.  

## Взаимодействие с человеком
Не являются объектом целевого промысла. Попадаются в качестве прилова. Численность популяции существенно снизилась. Международный союз охраны природы присвоил виду охранный статус  «Вымирающий».